# Кшиштоф Оссолінський
Кшиштоф Оссолінський (пол. Krzysztof Ossoliński; 28 квітня 1587 — 24 лютого 1645) — державний і військовий діяч Речі Посполитої.

## Життєпис
Походив з польського магнатського роду Оссолінських гербу Топор. Старший син Яна Збігнева Оссолінського, сандомирського воєводи, і Анни Сененської. Народився 1587 року. Здобув домашню освіту, виховувався в кальвіністському дусі.
1594 року його батько навернувся до католицтва. На той час померла мати Кшиштова, вірна прихильниця кальвінізму. Тому його також було навернуто до католицтва й відправлено до єзуїтського колегіуму в Любліні, де навчався до 1596 року. За цим навчався в Краківському єзуїтському колегіумі до 1602 року.
У 1604—1612 роках разом зі своїм молодшим братом Максиміліаном навчався в єзуїтському університеті у Вюрцбурзі. Після повернення на батьківщину розпочав політичну кар'єру. У 1607 став дворянином королівським Сигізмунда III. У 1608 році з королівськими посланнями їздив до Грацу (до Фердинанда Габсбурга, герцога Середньоавстрійського) та Флоренцію — до Фердинандо I Медічі, великого герцога Тосканського, Потім навчався у Болонському та Падуанському університетах. 1614 року після повернення на батьківщину батько відправив його в складі кварцяного війська на Поділля. Брав участь у кількох військових кампаніях роти аркебузирів проти кримських татар та османів. У 1618 році Кшиштоф Оссолінський був призначений підстолієм сандомирським, а в 1620 році став підкоморієм сандомирським.
Після смерті батька 1623 року успадкував частину маєтку Мелець, який невдовзі разом із братом Максиміліаном поміняв на Іваніску. Значні доходи йому принесло виключне право постачати провіантом армію Речі Посполитої під час прусської кампанії проти шведів у 1626—1629 роках, в якій він сам брав активну участь. Близько 1627 року в селі Уязд збудував собі замок Крижтопор, на який витратив 5 млн злотих.
Неодноразово обирався послом від Сандомирського воєводства на сейми у 1624, 1625, 1626 (надзвичайного), 1627, 1628, 1631 і 1632, 1633, 1641 роках, де займався економічними питаннями — цінами, карбуванням монет та доставкою харчів до військ.
У 1632 був обраний депутатом з ревізії скарбниці і працював над реформуванням сейму та системою оборони держави. На елекційному сеймі 1632 року претендував на посаду маршалка сейму, яку отримав Якуб Собеський. На цьому сеймі підтримав кандидатуру королевича Владислава Вази. Як член коронаційного сейму 1633 року входив до комісії з питань війни з Москвським царством та організації війська. 1633 року був призначений каштеляном садецьким, а 1636 року — войніцьким.
Як прибічник контрреформації був винний у вигнанні аріан із Ракова, Іваніски та Ґжелува. У 1638 році отримав посаду воєводи сандомирського. 1639 року фундував кляштор католицької конгрегації бернвнрдинів в Стопниці. Він також щедро підтримував єзуїтські та кармелітські монастирі в Кракові.
У 1641 році на варшавському сеймі увійшов до комісії, яка мала змінити судовий процес і привести до скорочення термінів судових процесів. Помер 1645 року у Кракові та був похований у костелі босих кармелітів поруч з першою дружиною. Втім місце його останнього спочинку не збереглося до наших днів. Після розпуску ордена австрійською владою монастир було зруйновано. Сьогодні на його місці розташований археологічний музей.

## Родина
1. Дружина (з 1615 року) — Софія Ціковська
Діти:
- Кшиштоф Балдвін (д/н —1649), староста вісліцький. стопницький, ропчицький
- Ельжбета (померла дитиною)

2. Дружина (з 1638 року) — Софія Красинська
дітей не було
3. Дружина (з 1642 року) — Зофія Ельжбета, донька Миколая Фірлея, воєводи сандомирського
дітей не було